# Аккайын (Талгарский район)
Аккайын (каз. Аққайың) — село в Талгарском районе Алматинской области Казахстана. Входит в состав Коктобинского сельского округа. Расположен у юго-восточной окраины Алма-Аты. Код КАТО — 196237200.
Рядом с селом находится одноимённый санаторий «Аккайын».

## Население
В 1999 году население села составляло 136 человек (66 мужчин и 70 женщин). По данным переписи 2009 года, в селе проживало 225 человек (107 мужчин и 118 женщин).